# Helgeandskyrkan, Tallinn
Helige Andes kyrka eller Helgeandskyrkan, estniska: Püha Vaimu kirik eller Pühavaimu kirik, är en kyrkobyggnad i Tallinns Gamla stad.
Kyrkan är den minsta av Tallinns bevarade medeltida kyrkor, ursprungligen ett kapell tillhörande stadens Helgeandshus. Kapellet utvidgades till en kyrkobyggnad omkring år 1300, med ett tvåskeppigt långhus. Kyrkan färdigställdes omkring 1380. Det smala västtornet i barockstil uppfördes i slutet av 1600-talet och ersatte då ett tidigare renässanstorn.
Till kyrkans bevarade inredning hör bland annat ett gotiskt medeltida krucifix och ett altarskåp utfört 1483 av Bernt Notke. På den norra ytterväggen finns Tallinns äldsta bevarade ur, skapat av barockkonstnären Christian Ackermann 1684. Urtavlans motiv visar en sol omgiven av de fyra evangelisterna.
I kyrkan firade Tallinns råd högmässa före sina sammankomster i rådhuset. 1531 hölls här de första predikningarna på estniska. Till de historiska kyrkohedarna i församlingen hör Johann Koel, som översatte Luthers katekes till folkspråket estniska 1535, samt krönikören Balthasar Russow.